# Nehesi (Schatzmeister)
Nehesi war Schatzmeister (jmj-r3-ḫtmt) unter der altägyptischen Herrscherin Hatschepsut (etwa von 1479 bis 1458 v. Chr.).
Nehesi ist vor allem aus dem Totentempel der Königin in Deir el-Bahari bekannt. Dort erscheint er in deren neuntem Regierungsjahr auf Reliefs als Leiter der Puntexpedition. Daneben ist wenig zu seiner Person bekannt. Er hatte sein Grab auf dem Gelände des Bubasteion in Sakkara und eine Kapelle in Dschabal as-Silsila (Nr. 14).